# Ferran Ardèvol
Pour les articles homonymes, voir Ardèvol.
Ferran Ardèvol Miralles (en espagnol : Fernando Ardévol ; Barcelone, 5 octobre 1887 – 29 octobre 1972) est un musicographe, chef d'orchestre, pianiste et compositeur catalan, père du musicien José Ardévol.

## Biographie
Ferran Ardèvol commence ses études musicales dès ses quatre ans à l'École municipale de musique de la ville, où il reçoit les premières notions de piano avec Cecília Rodoreda ; puis il est l'élève de Antoni Nicolau et de Lamote de Grignon. Après son premier prix, il se perfectionne au piano avec Carles Vidiella. 
Sa formation supérieure musicale est essentiellement autodidacte. Entre 1910 et 1912, il est directeur de l'Orphéon Canigó et en 1930, il dirige le Trio Ardèvol et à l'Institut musical académicienne Ardèvol, fondé en 1917, et la chapelle du Collège Saint Josep de Calassanç. Comme directeur il offrit, pour la première fois au Palais de la musique catalane, l'audition intégrale des Concertos brandebourgeois de Bach. 
Parmi ses écrits théoriques on doit citer : Études rythmiques, poli-rythmiques et polytonales ; Traité de technique musicale (Barcelone) ; un Traité d'harmonie, contrepoint et fugue ; Composition, instrumentation, histoire, etc. et un Dictionnaire de terminologie.

## Œuvre
En tant que compositeur, il a publié les œuvres suivantes :
- Un cycle (1908), création en 1916;
- un cycle de chants pour soprano et orchestre (1921), création en 1925;
- Sonate en do (1903) ;
- Trio en si bémol, pour violon, violoncelle et piano à quatre mains (1927) ;
- Quatuor à cordes en mi mineur (1904) ;
- Quatuor en sol pour trio à cordes et piano a quatre mains
- Suite pour orchestre, création en 1915 ;
- Suite pour orchestre à cordes et deux pianos (1917) ;
- Symphonie en si bémol, pour grand orchestre (1909), etc.
- opéra de chambre, La reineta s'espera;
- Musique pour un cycle de sonnets de Jeroni Zanné, pour soprano et piano.

À un âge avancée, en 1958, Ferran Ardèvol reçoit le prix de la ville de Barcelone pour une nouvelle Suite pour orchestre. Une œuvre qui a surpris par la modernité de sa conception esthétique, mais pas tout à fait inconnu pour l'artiste qui s'est toujours distingué pour ses idées novatrices et pour sa capacité à comprendre et à assimiler les nouvelles techniques.